# Абдулла бин Халид Аль Тани
Абдулла бин Халид бин Хамад бин Абдулла бин Джассим бин Мухаммед Аль Тани (араб. عبد الله بن خالد آل ثاني‎) — бывший министр внутренних дел Катара. Он является членом правящего дома Катара Аль Тани. Среди его братьев шейх Хамад бин Халид Аль Тани.

## Карьера
Абдулла был назначен катарским министром религиозных дел в 1996 году. Он также занимал пост министра внутренних дел до 26 июня 2013 года, пока не был заменён в ходе перестановок в кабинете министров на Абдуллу бин Нассера бин Халифу Аль Тани.
Абдулла Аль Тани считается глубоко религиозным членом правящего дома Катара. Находясь в должности министра по религиозным делам он защищал Халида Шейха Мохаммеда и помог ему избежать захвата силами американского ФБР в 1996 году, когда ФБР подозревало его в связи с террористическим актом во Всемирном торговом центре в Нью-Йорке в 1993 году и организацией попытки покушения на папу римского по прибытии того на Филиппины. Халид Шейх Мохаммед позднее стал всё больше ассоциироваться с Аль-Каидой и считается одним из организаторов Террористических атак 11 сентября 2001 года.

## Личная жизнь
У Абдуллы Аль Тани 25 сыновей от различных жён.